# 亞納科查湖 (利亞塔區)
9°37′16″S 76°56′18″W / 9.62111°S 76.93833°W
亞納科查湖（Yanaqucha），是秘魯的湖泊，位於該國中部瓦努科大區，由瓦馬利埃斯省的利亞塔區負責管轄，處於薩克拉科查湖東南面的安地斯山脈地區。